# Franz Walcher
Franz Walcher (* 29. September 1897 in Donawitz; † 1. September 1950 in Spittal an der Drau) war ein österreichischer Politiker (SPÖ). Er war von 1945 bis 1949 Abgeordneter zum Österreichischen Nationalrat.

## Leben
Walcher besuchte nach der Volksschule eine Hotelfachschule in Wien und erlernte den Beruf des Hotelfachmanns. Zudem bildete er sich an der Wiener Arbeiterhochschule fort. In der Folge war Walcher auch Mitarbeiter sozialistischer Zeitungen wie dem Arbeiterwille und der Arbeiter-Zeitung. Auf Grund seines politischen Engagements wurde Walcher im Zuge des Österreichischen Bürgerkrieges 1934 verhaftet und zu 12 Jahren schwerem Kerker verurteilt. Er kam in Einzelhaft in der Strafanstalt Karlau, wurde jedoch amnestiert und floh in die Tschechoslowakei. In der Folge emigrierte Walcher nach Frankreich, kehrte jedoch 1941 nach Österreich zurück.
Politisch war Walcher als Bezirksparteivorsitzender der SPÖ Spittal an der Drau aktiv, zwischen dem 19. Dezember 1945 und dem 8. November 1949 vertrat er die SPÖ als Abgeordneter im Nationalrat. Er war zudem Beisitzer der Landesparteileitung Kärnten und Mitglied des Pressechomittees.